# Cartaletis pallida
Cartaletis pallida är en fjärilsart som beskrevs av W. Warren 1894. Cartaletis pallida ingår i släktet Cartaletis och familjen mätare. Inga underarter finns listade i Catalogue of Life.